# Giovanni Zuddas
Giovanni Battista „Gianni“ Zuddas (* 1. März 1928 in Cagliari; † 26. Oktober 1996 ebenda) war ein italienischer Boxer. Er gewann bei den Olympischen Spielen 1948 eine Silbermedaille und wurde 1949 Europameister der Amateure jeweils im Bantamgewicht.

## Werdegang

### Karriere als Amateurboxer
Gianni Zuddas qualifizierte sich 1948 als Zwanzigjähriger im Bantamgewicht für die Teilnahme an den Olympischen Spielen 1948 in London. Der Start bei diesem Boxturnier war sein erster bei einer großen internationalen Boxmeisterschaft. In London kam er zu einem Punktsieg über Bonifacio Zarcal, Philippinen, zu einem K.-o.-Sieg in der 2. Runde über Jean-Marie Grenot, Frankreich, zu einem Abbruch-Sieg in der 3. Runde über William Lenihan, Irland und zu einem Punktsieg über Alvaro Vicente aus Spanien. Damit stand er im Endkampf um die Goldmedaille, in dem er allerdings gegen den erfahrenen Ungarn Tibor Csik nach Punkten verlor. Er gewann damit die Silbermedaille.
Im Januar 1949 kam es in Dublin anlässlich eines Länderkampfes Irland gegen Italien zu einer Revanche gegen William Lenihan, doch ist der Ausgang dieses Kampfes nicht bekannt. Im Mai 1949 stand Gianni Zuddas in einer Europaauswahl, die in Chicago zu einem Vergleichskampf gegen die Vereinigten Staaten antrat. Er besiegte dabei im Bantamgewicht Jack McCann, den amtierenden US-Golden-Gloves-Champion, nach Punkten. Im Juni 1949 startete er bei der Europameisterschaft der Amateurboxer in Oslo. Er wurde dort im Bantamgewicht mit Siegen über Kearns, Irland, Rudolf Tot, Jugoslawien, Salvador Vangi, Frankreich und Henning Jensen, Dänemark, Europameister.
Seinen letzten internationalen Kampf als Amateurboxer bestritt Gianni Zuddas im Oktober 1949 in Helsinki. In einem Länderkampf Finnland gegen Italien besiegte er dabei im Bantamgewicht Veijo Piirinen nach Punkten. Danach trat er zu den Profiboxern über.

#### Internationale Erfolge als Amateurboxer
| Jahr | Platz  | Wettbewerb   | Gewichtsklasse | Ergebnisse |
| 1948 | Silber | OS in London | Bantam         | nach Punktsieg über Bonifacio Zarcal, Philippinen, K.O.-Sieg in der 2. Runde über Jean-Marie Grenot, Frankreich, Abbruch-Sieg in der 3. Runde über William Lenihan, Irland, Punktsieg über Alvaro Vicente, Spanien und Punktniederlage gegen Tibor Csik, Ungarn |
| 1949 | 1.     | EM in Oslo   | Bantam         | nach Punktsiegen über Kearns, Irland, Rudolf Tot, Jugoslawien, Salvador Vangi, Frankreich und Henning Jensen, Dänemark |

#### Länderkämpfe
| Jahr | Ort      | Begegnung                  | Gewichtsklasse | Ergebnis                                            |
| 1949 | Dublin   | Irland gegen Italien       | Bantam         | Kampf gegen William Lenihan, Ergebnis nicht bekannt |
| 1949 | Chicago  | Amerika (USA) gegen Europa | Bantam         | Punktsieg über Jack McCann                          |
| 1949 | Helsinki | Finnland gegen Italien     | Bantam         | Punktsieg über Veijo Piirinen                       |

### Karriere als Berufsboxer
Seinen ersten Kampf als Berufsboxer bestritt Gianni Zuddas am 30. November 1949 in Cagliari. Dabei besiegte er im Bantamgewicht seinen Landsmann Alfredo Severi durch K. o. in der 5. Runde. Die folgenden 26 Kämpfe gewann er alle, bis auf einen, in dem er am 28. Februar 1951 in Mailand gegen Dante Bini unentschieden kämpfte. Unter den dabei besiegten war u. a. auch der Olympiasieger von 1936 Ulderico Sergo. Am 15. September 1951 kämpfte er in Cagliari als Herausforderer gegen Alvaro Nuvoloni um den italienischen Meistertitel im Bantamgewicht. Der Kampf endete nach 12 Runden Unentschieden, womit Nuvoloni italienischer Meister blieb.
Am 5. August 1952 wurde Gianni Zuddas in Cagliari mit einem Punktsieg nach 12 Runden über Amleto Falcinelli dann erstmals italienischer Meister der Berufsboxer im Bantamgewicht. Am 26. September 1953 verlor er diesen Titel in Arezzo gegen seinen taubstummen Landsmann Mario D’Agata durch Disqualifikation in der 9. Runde. Am 10. April 1954 kämpfte Gianni Zuddas in Mailand noch einmal gegen Mario D’Agata um den italienischen Meistertitel. Er verlor aber wiederum, dieses Mal nach Punkten. Mario D’Agata wurde 1955 Europameister und 1956 sogar Weltmeister im Bantamgewicht.
Nach der Niederlage gegen Mario D’Agata ging Gianni Zuddas für einige Monate nach Australien und kämpfte dort u. a. in Sydney und in Melbourne zweimal gegen den australischen Meister im Bantamgewicht Bobby Sinn. Er musste in beiden Kämpfen aber wegen Verletzungen (Augenbrauen) aus dem Kampf genommen werden.
Die nächste Chance italienischer Meister zu werden erhielt Gianni Zuddas erst wieder am 28. Februar 1959. Er verlor diesen Meisterschaftskampf in Pesaro aber gegen Federico Scarponi nach Punkten. Auch in der Revanche am 30. Mai 1959 in Cagliari, bei der es wiederum um den italienischen Meistertitel im Bantamgewicht ging, hatte er kein Glück. Er verlor gegen Federico Scarponi durch Techn. K. o. in der 5. Runde. Am 30. Oktober 1959 kämpfte Gianni Zuddas in Sao Paulo gegen den Brasilianer Éder Jofre in einem Nichttitelkampf. Er verlor diesen Kampf nach 10 Runden nach Punkten. Eder Jofre wurde in den Jahren danach, er war bis 1976 aktiv, vielfacher Weltmeister bei verschiedenen Profi-Verbänden.
Seinen letzten Kampf als Profiboxer bestritt Gianni Zuddas am 4. September 1960n in Porto Torres, dabei verlor er gegen Giuseppe Poddighe nach Punkten.
Insgesamt bestritt er als Profiboxer 77 Kämpfe, von denen er 57 gewann und 16 verlor. viermal boxte er unentschieden.

#### Meisterschaftskämpfe als Berufsboxer
| Jahr | Ort      | Titel       | Gewichtsklasse | Ergebnis                                                       |
| 1951 | Cagliari | von Italien | Bantam         | unentschieden nach 12 Runden gegen Alvaro Nuvoloni             |
| 1952 | Cagliari | von Italien | Bantam         | Punktsieg nach 12 Runden über Amleto Falcinelli                |
| 1953 | Arezzo   | von Italien | Bantam         | Disq.-Niederlage in der 9. Runde gegen Mario D’Agata           |
| 1954 | Mailand  | von Italien | Bantam         | Punktniederlage nach 12 Runden gegen Mario D’Agata             |
| 1959 | Pesaro   | von Italien | Bantam         | Punktniederlage nach 12 Runden gegen Federico Scarponi         |
| 1959 | Cagliari | von Italien | Bantam         | Techn. K.O.-Niederlage in der 5. Runde gegen Federico Scarponi |

Erläuterungen
- OS = Olympische Spiele, EM = Europameisterschaft
- Bantamgewicht, Gewichtsklasse bis 54 kg Körpergewicht (Amateurbereich)